# Релігія у Фінляндії
Релігія у Фінляндії (фін. Uskonto Suomessa) — сукупність релігійних переконань, право сповідувати які закріплене за громадянами Фінляндії Конституцією країни.
Більшість мешканців Фінляндії є хоча б номінально членами Християнської церкви. Існує дві державні церкви: Євангелічно-лютеранська церква Фінляндії, яка є основною державною церквою і яку підтримує більшість вірян та Фінська Православна церква, членами якої є близько одного відсотка населення. Інші релігії, присутні у Фінляндії, — іслам і юдаїзм. До християнізації у 11-му століття Фінські традиційні вірування, були основною релігією.

## Християнство в Фінляндії

### Католицизм
Основна стаття: Католицизм у Фінляндії

### Православ'я
Основна стаття: Фінська Православна церква
Православ'я є другою державною релігією, а структура Фінської архієпископії Константинопольського патріархату існує за рахунок державного бюджету. Інші православні зареєстровані в країні общини не отримують державних виплат і існують завдяки самофінансуванню.

### Лютеранство
Основна стаття: Фінська євангельсько-лютеранська церква
Євангелічно-Лютеранська церква Фінляндії (фін. Suomen evankelis-luterilainen kirkko швед. Evangelisk-lutherska kyrkan i Finland) — фінська лютеранська громада, парафіянами якої є 76,4% фінів, що становить близько 4,1 млн осіб (2012).
Главою фінських лютеран з 2010 р. є архієпископ Турку Карі Макінен (фін.Kari Mäkinen). Євангелічно-лютеранська церква Фінляндії складається з дев'яти єпархій з десятьма єпископами і 449 незалежних парафій. В середньому, парафія налічує 7,500 членів, у той час як найменші парафії складаються лише з декількох тисяч членів, а найбільші налічують десятки тисяч вірян. Останніми роками багато парафій об'єдналися задля збереження життєздатності. Діяльність церкви фінансується державою за рахунок спеціального церковного податку, що стягується як з фізичних, так і юридичних осіб. З січня 2012 року церковний податок підвищився в 37 парафіях Євангелічно-лютеранської церкви. Зростання податку помірне — від 0,1 до 0,15 відсотків. Попри це, з 2013 року церква почала відчувати значні економічні труднощі.
Лютеранська церква Фінляндії не вважає гомосексуальність і зміну статі гріхом. У зв'язку зі схваленням 28 листопада 2014 р. парламентом країни закону про гендерно — нейтральний шлюб, архієпископ Карі Мякінен на своїй сторінці в Facebook, подякувавши авторам громадської ініціативи та учасникам громадських дискусій, заявив, що " розуміє значущість цього дня для представників сексуальних меншин, їхніх рідних і близьких, а також багатьох інших ".

## Дохристиянська традиційна віра
Основна стаття: Традиційні вірування фінів

## Іслам
Прихильники ісламу з'явилися в країні в XIX столітті з числа військовослужбовців російської армії. Офіційно ісламська громада в Фінляндії існує з 1925 року. З припливом біженців з мусульманських країн кількість прихильників значно зросла і продовжує зростати.

## Юдаїзм
Послідовники юдаїзму з'явилися у Фінляндії лише в середині XIX століття серед купців і військових російської армії. Чисельність прихильників не перевищувала 1 тис. чоловік. Було збудовано синагоги в Гельсінкі і Турку (до 1939 року була синагога у Виборзі).